# Oxa
Oxa е петият студиен албум на италианската певица Анна Окса, издаден през 1985 от музикалната компания CBS.
Реализиран в сътрудничество с Роберто Векиони, албумът е предшестван от участието на певицата на Музикалния фестивал „Санремо“ през 1985 с песента A lei (На нея). Съдържа и песента Parlami (Говори ми), представена същата година на италианския Музикален фестивал „Адзуро“.

## Песни
Всички текстове са написани от Роберто Векиони, а всички аранжименти – от Мауро Паолуци.
1. A lei (На нея) – 4:03 (Роберто Векиони – Мауро Паолуци)
2. Francesca (con i miei fiori) (Франческа (с моите цветя) – 4:10 (Роберто Векиони – Мауро Паолуци)
3. Colori (Цветове) – 3:44 (Роберто Векиони – Мауро Паолуци)
4. Perché sei come me (Защо си като мен) – 4:07 (Роберто Векиони – Мауро Паолуци)
5. Parlami (Говори ми) – 4:26 (Роберто Векиони – Мауро Паолуци)
6. Digli (Кажи му) – 4:02 (Роберто Векиони – Мауро Паолуци)
7. Anna (Анна) – 3:20 (Роберто Векиони – Мауро Паолуци)
8. Capelli d'argento (Сребърни коси) – 3:44 (Роберто Векиони – Мауро Паолуци)

|  | Тази страница частично или изцяло представлява превод на страницата Oxa в Уикипедия на италиански. Оригиналният текст, както и този превод, са защитени от Лиценза „Криейтив Комънс – Признание – Споделяне на споделеното“, а за съдържание, създадено преди юни 2009 година – от Лиценза за свободна документация на ГНУ. Прегледайте историята на редакциите на оригиналната страница, както и на преводната страница, за да видите списъка на съавторите. ВАЖНО: Този шаблон се отнася единствено до авторските права върху съдържанието на статията. Добавянето му не отменя изискването да се посочват конкретни източници на твърденията, които да бъдат благонадеждни. |